# Caroline Shaw
Caroline Adelaide Shaw (* 1. srpna 1982) je americká skladatelka, houslistka, zpěvačka a producentka. V roce 2013 získala jako nejmladší oceněná Pulitzerovu cenu za hudbu, a to za a cappella skladbu Partita for 8 Voices.

## Mládí a vzdělání
Narodila se v Greenville v Severní Karolíně. Jejím prapradědečkem a prapraprastrýcem byli Chang a Eng Bunkerovi, legendární siamská dvojčata.
Ve dvou letech začala hrát na housle. Její první učitelkou hudby byla její matka. Skládat začala, když jí bylo 10 let, většina jejích raných skladeb byly napodobeniny komorní hudby Wolfganga Amadea Mozarta a Johannesa Brahmse. Nejprve se soustředila na hru na housle, kterou studovala na Rice University, kde získala v roce 2004 titul bakaláře. Ve studiu pokračovala na Yale University, kde získala v roce 2007 magisterský titul. V roce 2010 zahájila doktorská studia skladby na Princetonské univerzitě.

## Kariéra
Ve 30 letech se stala nejmladší držitelkou Pulitzerovy ceny za hudbu, a to za skladbu Partita for 8 Voices. Porota skladbu ocenila jako „vysoce vybroušené a vynalézavé a cappella dílo jedinečně zahrnující řeč, šepot, povzdechy, mumlání, bezeslovné melodie a neotřelé vokální efekty.“ Dílo obsahuje čtyři věty inspirované barokními tanečními formami: Allemande, Sarabande, Courante a Passacaglia. Nahrávku díla vydalo nakladatelství New Amsterdam Records dne 30. října 2012 v provedení souboru Roomful of Teeth, jejímž členem je i sama skladatelka.
Caroline Shaw je také známa jako hudebnice vystupující v mnoha podobách. Vystupuje jako houslistka s American Contemporary Music Ensemble (ACME) a jako zpěvačka s Roomful of Teeth. Spolupracuje také s Trinity Wall Street Choir, Alarm Will Sound, Wordless Music Orchestra, Ensemble Signal, AXIOM, The Yehudim, Victoire, Opera Cabal, Mark Morris Dance Group Ensemble, Hotel Elefant, Oracle Hysterical, Red Light New Music, a Yale Baroque Ensemble Roberta Mealyho. Její díla byla provedena soubory Roomful of Teeth, So Percussion, ACME, Brentano String Quartet, yMusic a Brooklyn Youth Chorus. Sama skladatelka byla členkou Yale Baroque Ensemble a Rice University Goliard. V roce 2004/5 obdržela stipendium Thomase J. Watsona. Na podzim roku 2014 byla rezidenčním hudebníkem v Dumbarton Oaks a do roku 2016 byla rezidenční skladatelkou v Music on Main ve Vancouveru v Kanadě.
V říjnu 2015 rapper Kanye West vydal remix skladby Say You Will, úvodní skladby svého alba z roku 2008, 808's & Heartbreak. Remix, který koprodukovala Caroline Shaw, obsahuje její vokály, které jsou podobné jejím klasickým skladbám. Na Westově 7. studiovém albu The Life of Pablo zpívá ve skladbách Wolves a Father Stretch My Hands Pt. 2. Zpívala také na neoficiální verzi skladby Only One, která unikla na internet v únoru 2016.

## Skladby
V roce 2016 Baltimore Symphony Orchestra objednal a uvedl premiéru její skladby The Baltimore Bomb jako součást oslav dvoustého výročí orchestru.
Složila hudbu k celovečernímu filmu Madeline’s Madeline režisérky Josephine Decker z roku 2018.
V roce 2016 složila dílo First Essay: Nimrod, ke kterému ji inspirovala kniha Marilynne Robinsonové The Givenness of Things a také události během prezidentských volbeb v USA v roce 2016, které podle ní představovaly „rozpad prvků“ v díle. V roce 2018 autorku pověřily British Broadcasting Corporation, Philips Collection, Royal Philharmonic Society a University of Delaware, aby napsala další dvě díla. Tak vznikly Second Essay: Echo a Third Essay: Ruby, které měly světovou premiéru v provedení Calidore String Quartet v Cadogan Hall v Londýně dne 16. července 2018 v rámci festivalu BBC Proms. Autorka sama uvádí, že slovo Echo naráží na funkci 'echo' v programovacím jazyce PHP stejně jako na skutečnou ozvěnu. Skladba Ruby je pojmenována podle programovacího jazyka Ruby a také podle drahokamu.

### Vokální skladby
- Cantico delle creature pro soprán, housle a klavír (existuje verze s přidaným čtvrtým nástrojem - violoncellem), premiéra v dubnu 2007, hráli: Abigail Haynes Lennox, Trevor Gureckis a Caroline Shaw.
- By and By, pro smyčcový kvartet a hlas, premiéra 11. března 2010, provedli Abigail Lennox a The Hudson Quartet
- Sounds of the Ocean Cassette Vol. 1, pro vypravěče, kazetový přehrávač a dva nástroje, premiéra v září 2011.
- Fly Away I, pro smíšený sbor, premiéra v červnu 2012 v provedení International Orange Chorale of San Francisco.
- Partita for 8 Voices, čtyři věty (Allemande, Sarabande, Courante, Passacaglia) pro osm hlasů, psáno 2009–2011 pro soubor Roomful of Teeth, premiéra (jako celek) 4. listopadu 2013. Skladba oceněna Pulitzerovou cenou za hudbu v roce 2013.[2] V roce 2019 upraveno dirigentkou Kaitlin Bove pro 8 hlasů a dechový orchestr.[18]
- Its Motion Keeps, pro dětský sbor[p 1] a violu nebo violoncello. Píseň je založena na textu první sloky staré náboženské písně Kingwood, která pochází ze sborníku Southern Harmony (první vydání 1835).[19] Objednáno sborem The Brooklyn Youth Chorus, premiéra v listopadu 2013, autorka hrála violový part.[20]
- Music in Common Time, pro sbor a smyčce, premiéra 10. května 2014 v provedení souboru Roomful of Teeth a komorního orchestru A Far Cry.[21]
- Anni’s Constant, pro sbor, dvoje housle, violoncello, klavír, kytaru, basovou kytaru a bicí. Objednáno sborem The Brooklyn Youth Chorus a BAM, premiéra v listopadu 2014.
- and the swallow, pro smíšený sbor na text Žalmu 84[22]. Poprvé provedeno sborem Netherlands Chamber Choir dne 11. listopadu 2017.
- Dolce Cantavi, pro tři hlasy (soprán, soprán, alt), na text Francescy Turina Bufalini (1544–1641), objednáno a poprvé provedeno souborem TENET (sóla: Jolle Greenleaf, Molly Quinn a Virginia Warnken Kelsey).
- Can’t voi l’aube (2016), na anonymní francouzský truvérský text ze 12. století; psáno pro Anne Sofie von Otter a vokální kvartet Brooklyn Rider.[23]
- Ad manus (To the Hands) (2016), objednáno komorním sborem The Crossing pro projekt Seven Responses, sedmidílnou kompilaci různých skladatelů, inspirovanou kantátami Membra Jesu Nostri od Dietericha Buxtehudea.[24]
- so quietly (2016), premiéra 9. června 2016, provedl sbor Brooklyn Youth Chorus.[25][26]
- Don't Let Me Be Lonely (2016), pro hlasy a komorní skupinu nástrojů, na text Claudie Rankine, objednáno festivalem Ojai Music Festival, kde byla skladba poprvé provedena 11. června 2016 v podání skladatelky a souboru Roomful of Teeth.[27][28]
- Is a Rose, tři písně objednané orchestrem Philharmonia Baroque Orchestra pro Anne Sofie von Otter:[29][30]
  - Red, Red Rose (2016), na text Roberta Burnse
  - The Edge (2017), na text Jacoba Polley
  - And So (2018), na slova Caroline Shaw, Roberta Burnse, Gertrudy Stein a Billy Joela
- Narrow Sea (2017), pětidílný písňový cyklus podle starého amerického náboženského zpěvníku The Sacred Harp.[31]
- The Listeners (2019), kantáta/oratorium pro orchestr, sbor, dva sólisty a gramofon na texty Walta Whitmana, Williama Drummond of Hawthornden, Alfreda Tennysona, Carla Sagana, Yesenia Montilla a Lucille Clifton. Poprvé uvedeno 17. října 2019 orchestrem Philharmonia Baroque Orchestra, dirigent: Nicholas McGegan.[32][33][34]
- How to fold the Wind (2020), pro dvanáctičlenný smíšený sbor; premiéra 20. září 2020, sbor: Ars Nova Copenhagen.

### Skladby pro sólové nástroje
- in manus tuas, pro violoncello nebo violu, premiéra v roce 2009, hrála Hannah Collins.
- Gustave Le Gray, pro klavír, premiéra 24. dubna 2012, hrála Amy Yang.[35]
- The Walking Man, pro tradiční japonskou flétnu šakuhači, napsáno ve spolupráci a pro flétnistu Riley Lee, premiérováno 3. dubna 2012.

### Komorní hudba
- Punctum (2009, upraveno 2013), pro smyčcový kvartet, vzniklo během workshopu s Hudson Quartet a Franklin Quartet v letech 2009–2010, poprvé provedeno v dubnu 2010. V roce 2013 upraveno pro Brentano Quartet. V roce 2017 nahráno souborem Attaca Quartet na albu Orange.
- Entr'acte, pro smyčcový kvartet, premiéra 21. března 2011 v provedení Brentano Quartet.
- Jacques Duran, pro smyčcové trio, premiéra 26. srpna 2011, hráli: Lorna Tsai, Sage Cole a Jonina Allan Mazzeo.
- Limestone & Felt, pro violoncello a violu, premiéra v lednu 2012, hrály: Hannah Collins a Hannah Shaw.
- Taxidermy, pro kvartet bicích nástrojů (květináče, vibrafony a marimba), premiéra 2. května 2012 v podání souboru Sō Percussion.
- Valencia, pro smyčcový kvartet, poprvé uvedeno v srpnu 2012, hrály Lorna Tsai, Caroline Shaw, Sage Cole a Shay Rudolph.
- Boris Kerner, pro violoncello a květináče, premiéra 20. listopadu 2012 souborem New Morse Code (Hannah Collins a Mike Compitello).
- Plan & Elevation: The Grounds of Dumbarton Oaks, pro smyčcový kvartet, objednáno muzeem Dumbarton Oaks, poprvé uvedeno 1. listopadu 2015 souborem Dover Quartet. V roce 2017 nahráno kvartetem Attaca Quartet na albu Orange. Tato nahrávka byla v roce 2019 oceněna hudební cenou Grammy za nejlepší výkon komorního nebo malého souboru. Dále byla nahrávka ve stejném roce nominována i na cenu za nejlepší skladbu současné vážné hudby.[36]
- Draft of a High-Rise, pro sextet, objednáno koncertní síní Carnegie Hall a yMusic, premiéra 2. prosince 2016.[37] Skladba má tři věty: Inked Frame, A Scribbled Veneer, Their Stenciled Breath.[38][39]
- Blueprint (2016), pro smyčcový kvartet, objednáno nadací Wolf Trap Foundation for the Performing Arts pro Aizuri Quartet.
- First Essay: Nimrod (2016), objednáno organizací Coretet pro Calidore String Quartet, premiéra 6. listopadu 2016.
- Second Essay: Echo a Third Essay: Ruby, objednáno BBC a organizací Chamber Music Northwest, premiéra 16. července 2018 v rámci BBC Proms, provedeno souborem Calidore String Quartet.
- Really Craft When You (2017), objednáno skupinou Bang on a Can All Stars.
- The Evergreen (2020), pro smyčcový kvartet, objednáno hudební agenturou Third Angle New Music, festivalem Bravo! Vail, agenturou Coretet a souborem Ragazze Quartet. Skladba má čtyři věty (Moss, Stem, Water, Root).[40]

### Orchestrální hudba
- Entr’acte, pro smyčcový orchestr (2014, úprava skladby pro smyčcový kvartet z roku 2011), objednáno bostonským komorním orchestrem A Far Cry.
- The Baltimore Bomb (2016), objednáno orchestrem Baltimore Symphony Orchestra, premiéra 17. září 2016.[13][14]
- Lo (2016), koncert pro housle a orchestr, premiéra 16. března 2016 v provedení autorky a Cincinnati Symphony Orchestra, spoluobjednáno orchestry Indianapolis Symphony Orchestra, the North Carolina Symphony a Princeton Symphony Orchestra.[41][42]
- Watermark (2018), koncert pro klavír a orchestr, objednáno orchestry Seattle Symphony a Saint Paul Chamber Orchestra, premiéra 31. ledna 2019 v provedení Jonathan Biss a Seattle Symphony.[43][44]
- Brush (2021), objednáno Britt Festival Orchestra, poprvé provedeno 30. července 2021 v Jacksonville, Oregon, dirigoval Teddy Abrams. Dílo je zážitkovou instalací, kdy posluchači procházejí po lesních stezkách, kde je rozmístěno několik skupin hudebníků. Na závěrečném zastavení hraje komorní orchestr 23minutové dílo, které opakuje a spojuje hudební motivy, slyšené během cesty.[45]

### Multimedia
- Ritornello, premiéra 27. ledna 2012. Film byl pořízen během dvoutýdenního workshopu operaSHOP s Opera Cabal (mimo leteckých záběrů). Zvukový záznam pochází z vystoupení na HCL dne 27. ledna 2012, Caroline Shaw: viola, zpěv a BOSS RC 50 Loop Station.[46][47]

### Filmová hudba
- 2018 Madeline's Madeline, režie: Josephine Decker.[16][48]
- 2022 The Sky Is Everywhere, režie: Josephine Decker[49]
- 2024 Leonardo da Vinci, hudba k dvoudílnému dokumenmtárímu filmu Kena Burnse[50]

## Diskografie
- 2013    Partita for 8 Voices, Caroline Shaw; Roomful of Teeth, vydavatelství New Amsterdam Records, oceněno cenou Grammy
- 2019    Orange, Caroline Shaw; Attacca Quartet, vydavatelství New Amsterdam Records, oceněno cenou Grammy
- 2020    when I am alone, David Lang; Caroline Shaw, CD singl, vydavatelství Cantaloupe Music[51]
- 2020    PBO & Caroline Shaw, Caroline Shaw; Philharmonia Baroque Orchestra, Anne Sofie von Otter, Avery Amereau, Dashon Burton, Nicholas McGegan, nakladatelství Philharmonia Baroque Orchestra
- 2021    Narrow Sea, Caroline Shaw - hudba; Sō Percussion, Dawn Upshaw, Gilbert Kalish - interpreti, vydavatelství Nonesuch Records
- 2021    Let the Soil Play Its Simple Part, Caroline Shaw & Sō Percussion, vydavatelství Nonesuch Records
- 2022    Evergreen, Caroline Shaw & Attacca Quartet, vydavatelství Nonesuch Records[52]
- 2022     The Blue Hour, kolektivní dílo skladatelek Rachel Grimes, Angélica Negrón, Shara Nova, Caroline Shaw a Sarah Kirkland Snider na verše Carolyn Forché On Earth, vydavatelství Nonesuch Records[53]
- 2024     Rectangles and Circumstance, album s deseti písněmi ve spolupráci se souborem Sō Percussion. Album vyšlo 14. června 2024 u nakladatelství Nonesuch Records.[54]

## Ocenění
- 2013 Pulitzerova cena za hudbu za a cappella skladbu Partita for 8 Voices.[1][2]
- 2013 Grammy za nejlepší vystoupení komorního souboru Roomful Of Teeth, jejímž je členkou.[36]
- 2019 Grammy za album Orange.[36] Na další dvě ceny Grammy byla nominována.
- 2022 Grammy za album Narrow Sea v kategorii Nejlepší současná skladba klasické hudby.[55]

## Vystoupení v České republice
V roce 2020 měl dne 27. května v rámci festivalu Pražské jaro proběhnout koncert souboru Roomful of Teeth, koncert byl ale kvůli pandemii covidu-19 zrušen.
Caroline Shaw vystoupila dne 19. října 2021 spolu s kvartetem Attacca Quartet v rámci festivalu Struny podzimu. Koncert proběhl v prostorách Centra současného umění DOX. Z představení byl pořízen rozhlasový záznam.